# Georges Farah-Lajoie
 (mars 2018).
Georges Farah-Lajoie, né en 1876 dans la paroisse de Bab el Moussala à Damas en Syrie et mort à Montréal le 1er mars 1941, est un policier et détective connu en raison d’exploits et d’actes de bravoure.

## Biographie
Georges Farah-Lajoie était le fils d'Abdo Farah et de Nazly Nouney. Il est arabe et melkite catholique. Il parle cinq langues : le français, l'anglais, le syrien, l'espagnol, et l'italien. Le nom Farah équivaut à Lajoie en français. C'est pourquoi, le nom de famille Georges Farah devient Georges Farah-Lajoie dans le but de se rapprocher des Canadiens français. 
En 1888, à 12 ans, Georges Farah est admis au Séminaire des Pères blancs de Sainte-Anne de Jérusalem pour compléter des études menant à la prêtrise. En ce lieu, il reçoit une solide formation académique. Il quitte à 18 ans parce qu'il ne veut pas devenir prêtre. Après avoir été cuisinier sur un bateau, Farah se retrouve à New York exerçant plusieurs métiers. Un jour, un compatriote syrien voyant son désarroi décide de l'aider. Il suggère à Georges Farah d'aller à Montréal, où il y a des Syriens et des Libanais chrétiens.

### Carrière
En 1906, Georges Farah-Lajoie devient policier (matricule 62) pour la ville de Montréal. Mais à partir de 1910, il travaille comme détective à la Sûreté de Montréal. Ses bons états de services et sa maîtrise des langues lui valent sa promotion. Graduellement, Farah-Lajoie devient un véritable héros. À titre d'exemple, La Presse titre : « La bravoure d'un policier »[réf. nécessaire].
Le constable syrien Georges Farah-Lajoie du poste 3, au coin des rues Ontario et Beaudry, sauve la vie d'une fillette qui allait être broyée sous les roues d'une voiture électrique. En 1929, Farah-Lajoie quitte la police de Montréal et prend sa retraite. Ensuite, il est détective privé pendant plusieurs années. En 1935, au temps du Premier ministre Maurice Duplessis, il est attaché au bureau du procureur général comme investigateur spécial. Et ensuite, il prend de nouveau sa retraite.

#### Cause célèbre
On confie[Qui ?] à Farah-Lajoie une affaire qui allait être la plus complexe de sa carrière de détective : le meurtre de Raoul Delorme. L'étudiant Raoul Delorme poursuit ses études en commerce. Il est issu d'une famille aisée de la rue Saint-Hubert à Montréal. Son corps est retrouvé un matin du 22 janvier 1922 dans le quartier Snowdon. Après l'enquête de Farah-Lajoie, il est conclu que l'abbé Adélard Delorme, un prêtre catholique est accusé de meurtre sur la base de preuves recueillies par le détective Farah-Lajoie.

### Décès
Le 1er mars 1941, il a un malaise qui le paralyse dans un restaurant situé au coin des rues Berri et Sainte-Catherine à Montréal et ce, non loin de sa demeure sise à l'époque près de l'intersection de la rue Saint-Denis et du boulevard De Maisonneuve. Par la suite, il est conduit d'urgence à l'hôpital Saint-Luc où il 
meurt à l'âge de 65 ans. Des funérailles imposantes ont lieu pour lui rendre un dernier hommage. Il repose au cimetière Notre-Dame-des-Neiges à Montréal, province de Québec,
Canada.

### Vie de famille
Le mercredi 6 août 1902, Georges Farah-Lajoie épouse à l'église Notre-Dame à Montréal, Marie-Anna Chartré (née Jardin)(1865-22 mars 1968). De cette union naîtront 5 fils (Caruso (1er juin 1918-14 septembre 1989), Roméo (1908-1980), Rosario (1912-2014), Sarto (1924-2021) et Georges junior et trois filles (Laurence (1910-1998), Ghislaine (1913-2004) et Georgette (1919-1933). De 1920 à 1928, la famille habitera dans le secteur Viauville de Montréal. Précisément au 550 rue Sicard. Aujourd'hui, ce quartier s'appelle Mercier-Hochelaga-Maisonneuve.

## Publication
- Georges Farah-Lajoie, Ma version de l'affaire Delorme, éditeurs : Central News and Publishing Company, Toronto, 1922, 105 pages.